# Tyler Nelson (Basketballspieler)
Tyler Nelson (* 9. August 1995 in Bradford (Massachusetts)) ist ein US-amerikanischer Basketballspieler.

## Werdegang
2014 wurde Nelson als Basketballspieler der Central Catholic High School als Spieler des Jahres im US-Bundesstaat Massachusetts ausgezeichnet. Von 2014 bis 2018 spielte er für die Hochschulmannschaft der Fairfield University. In dieser Zeit übertraf er mit 2172 erzielten Punkten und 315 getroffenen Dreipunktewürfen alle bisherigen Spieler der Hochschulmannschaft und setzte sich an die Spitze der Bestenliste.
Nelson stand in den ersten beiden Jahren seiner Laufbahn als Berufsbasketballspieler in der NBA G-League unter Vertrag: Für die Mannschaft Greensboro Swarm bestritt er 72 und für die Texas Legends zwei Spiele in der nordamerikanischen Liga.
Im Januar 2021 verpflichtete der deutsche Zweitligist Rostock Seawolves den US-Amerikaner, um den verletzten Jarelle Reischel zu ersetzen. Auch bei den Norddeutschen kam seine Stärke, der Weitwurf, zur Geltung, sodass Nelson im Sommer 2021 von Rostock mit einem neuen Vertrag ausgestattet wurde. In der Saison 2021/22 besaß der US-Amerikaner entscheidenden Anteil am Rostocker Meistertitel in der 2. Bundesliga ProA und somit am Aufstieg der Hanseaten in die Basketball-Bundesliga. Im Halbfinale gegen Jena im Mai 2022 bedeutete Nelsons Dreipunktetreffer mit Ablauf der Spielzeit den Rostocker Sieg, wodurch man in die Meisterschaftsendspiele einzog und auf diese Weise den sportlichen Bundesliga-Aufstieg sicher hatte. Insgesamt erzielte Nelson während des Meisterspieljahres 2021/22 im Schnitt 16,8 Punkte je Begegnung und traf eine Gesamtzahl von 129 Dreipunktewürfen. Sein Vertrag in Rostock wurde hernach für die Bundesliga erneuert. Auch in der höchsten deutschen Spielklasse war Nelson Leistungsträger der Mannschaft.
Ende September 2024 verließ er die Hansestadt, da Nelson nicht in das Spielsystem des neuen Rostocker Trainers Przemysław Frasunkiewicz passte. Er wechselte zum griechischen Erstligisten Kolossos Rhodos. Nelson kehrte Mitte Januar 2025 nach Deutschland zurück und wurde Mitglied von Science City Jena, das zu diesem Zeitpunkt den ersten Tabellenplatz der 2. Bundesliga ProA belegte. Ende Mai 2025 wurde er mit der Mannschaft Zweitligavizemeister.